# Capoetobrama kuschakewitschi
Capoetobrama kuschakewitschi es una especie de peces de la familia de los
Cyprinidae en el orden de los Cypriniformes.

## Subespecies
- Capoetobrama kuschakewitschi kuschakewitschi  (Kessler, 1872
- Capoetobrama kuschakewitschi orientalis  (Nikolskii, 1934.

## Hábitat
Es un pez de agua dulce.